# Ріхард Баумгартнер
Ріхард Баумгартнер (нім. ‪Richard Baumgartner‬; 21 лютого 1886, Гайнбург-ан-дер-Донау — 17 жовтня 1979, Ґрац) — австро-угорський, австрійський і німецький офіцер, генерал-майор вермахту.

## Біографія
18 серпня 1906 року вступив в австро-угорську армію. Учасник Першої світової війни, після завершення якої продовжив службу в австрійські армії. З 1 січня 1936 року — командир 4-го інженерного батальйону. Після аншлюсу 15 березня 1938 року автоматично перейшов у вермахт. 5 липня 1938 року призначений в штаб вищого інженерного офіцера 5, 9 червня 1939 року — вищого інженерного офіцера при командування 1-ю групою армії. 6 жовтня 1939 року відправлений в резерв фюрера. З 26 жовтня 1939 року — командир 628-го інженерного полку, з 6 лютого 1940 року — 14-го вищого будівельного штабу. З 15 листопада 1941 року — вищий інженерний офіцер 4 (Вісбаден). 19 вересня 1944 року відправлений в резерв ОКГ. 20 грудня 1944 року відряджений для особливих доручень до головнокомандувача на Південному Сході. З 1 січня 1945 року — командир переходу через річку По. 22 березня 1945 року поранений і знятий з посади. З 24 квітня 1945 року — командир тилових частин 62-го армійського корпусу. 2 травня 1945 року взятий в полон. 27 червня 1947 року звільнений.

## Звання
- Лейтенант (18 серпня 1906)
- Оберлейтенант (1 листопада 1911)
- Гауптман (1 травня 1915)
- Титулярний майор (1 січня 1921)
- Майор (5 липня 1926)
- Оберстлейтенант (19 липня 1932)
- Оберст (18 грудня 1936)
- Генерал-майор (1 грудня 1939)

## Нагороди
- Ювілейний хрест
- Пам'ятний хрест 1912/13
- Медаль «За військові заслуги» (Австро-Угорщина)
  - бронзова з мечами
  - 2 срібні з мечами
- Хрест «За військові заслуги» (Австро-Угорщина) 3-го класу з військовою відзнакою і мечами
- Військовий Хрест Карла
- Пам'ятна військова медаль (Австрія) з мечами
- Почесний знак «За заслуги перед Австрійською Республікою», золотий знак
- Хрест «За вислугу років» (Австрія) 2-го класу для офіцерів (25 років)
- Хрест «За військові заслуги» (Австрія) 3-го класу (1 листопада 1936)
- Почесний хрест ветерана війни з мечами
- Медаль «За вислугу років у Вермахті» 4-го, 3-го, 2-го і 1-го класу (25 років)
- Нагрудний знак «За поранення» в чорному